# 朝歌
朝歌，位于河南省鹤壁市淇县朝歌街道。商朝的武乙在此建陪都，称为朝歌。武王克殷时，帝辛在朝歌郊外的牧野迎战而被击败，商朝灭亡。魯周公奉周成王，平定三监之乱，把原殷商王畿地区一分为三：北部为邶，南部为卫，东部为鄘（浚，拼音：Xùn）。康叔被封于卫国，定都于朝歌城数百年。汉代置朝歌县；西晋八王之亂中朝歌仍扮演一定角色；元代置淇州；明代改为淇县。中华人民共和国时期，淇县县政府所在地为朝歌镇。2010年，朝歌镇撤销，改为淇县朝歌街道。
商盘庚迁河南安阳小屯村一带后即称为殷，《竹书纪年》说：“自盘庚徙殷，至纣之灭，更不徙都”。殷是主要都城，朝歌只是陪都，朝歌与殷墟是两个不同的地名。

## 相關電視劇
- 朝歌